# Bantarwaru (Madukara)
Bantarwaru is een bestuurslaag in het regentschap Banjarnegara van de provincie Midden-Java, Indonesië. Bantarwaru telt 2876 inwoners (volkstelling 2010).